# 용산철도고등학교
용산철도고등학교(龍山鐵道高等學校)는 대한민국 서울특별시 용산구 한강로3가에 있는 공립 고등학교이다.

## 학교 연혁
- 1905년 5월 28일 : 구한국 시대철도 이원 양성소로 발족
- 1946년 5월 15일 : 운수 학교로 개칭(6년제)
- 1951년 9월 1일 : 교통고등학교로 개칭(3년제)
- 1962년 1월 1일 : 교통부에서 서울특별시 교육위원회로 이관(각령 203호)
- 1963년 5월 18일 : 용산공업고등학교로 개칭(개교기념일로 제정)
- 1963년 5월 18일 : 초대 배봉수 교장 취임
- 1965년 2월 : 용산공업고등학교 제1회 졸업
- 1972년 3월 : 학칙개정 남여공학 인가
- 2000년 11월 : 본관 성실관 준공
- 2010년 8월 : 창조관 개관
- 2010년 10월 : 교육청 지원형 '교통' 특성화고등학교 지정
- 2020년 2월 : 제56회 졸업(5개학과 251명) 1회 졸업 1965년 졸업 이후 총 36,957명
- 2021년 3월 : 2021학년도 신입생 입학(147명)
- 2021년 4월 : 용산철도고등학교로 개명(철도관련 4개과, 유관학과 2개과)
- 2023년 9월 : 제18대 백해룡 교장 취임

## 설치 학과
- 철도운전기계과
- 철도전기신호과
- 철도전자통신과
- 철도건설과
- 공조설비과
- 자동차과
- 철도운영사무과

## 참고 자료
- 용산철도고등학교 - 한국교육학술정보원 학교알리미